# Мочох
Мочох — село в Хунзахском районе республики Дагестан. 
Образует сельское поселение село Мочох как единственный населённый пункт в его составе.

## География
Село расположено на Хунзахском плато, на правом берегу реки Моджох. На реке расположено природное озеро Мочох, которое зимой замерзает и превращается в естественный каток — место притяжения местных жителей и туристов.

## Население
| 1888 | 1895 | 1926 | 1939 | 1970 | 1989 | 2002 |
| ---- | ---- | ---- | ---- | ---- | ---- | ---- |
| 420  | ↘418 | ↘372 | ↗434 | ↘291 | ↗306 | ↗475 |
| 2010 | 2012 | 2013 | 2014 | 2015 | 2016 | 2017 |
| ↘402 | ↗407 | ↘403 | ↘392 | ↘391 | ↗393 | ↘388 |
| 2018 | 2019 | 2020 | 2021 | 2023 | 2024 | 2025 |
| ↗393 | ↗400 | ↗407 | ↗458 | ↘451 | ↗457 | ↗462 |